# 科賈廷 (盧茨克區)
50°34′31″N 24°39′13″E / 50.57528°N 24.65361°E
科贾廷（烏克蘭語：Козятин），是烏克蘭西部沃倫州盧茨克區的村落。始建於1583年，面積7.37平方公里，海拔高度227米，2001年人口240，人口密度每平方公里32.56人。